# Mistrzostwa Świata Strongman 1998
Mistrzostwa Świata Strongman 1998 – doroczne, indywidualne zawody siłaczy.

## Rundy kwalifikacyjne
Data: 1998 r.
Grupa 1
| Miejsce | Zawodnik        | Kraj              | Punkty             |
| ------- | --------------- | ----------------- | ------------------ |
| 1.      | Riku Kiri       | Finlandia         | 14,5               |
| 2.      | Toren Sorrenson | Dania             | 11                 |
| 3.      | Jaromir Nemec   | Czechy            | 8                  |
| 4.      | Ralph Williams  | Stany Zjednoczone | 4,5 (kontuzjowany) |

Grupa 2
| Miejsce | Zawodnik           | Kraj   | Punkty |
| ------- | ------------------ | ------ | ------ |
| 1.      | Flemming Rasmussen | Dania  | 14     |
| 2.      | Russ Bradley       | Anglia | 10     |
| 2.      | Martin Muhr        | Niemcy | 10     |
| 4.      | Ginaud Dupuis      | Kanada | 6      |

Grupa 3
| Miejsce | Zawodnik        | Kraj              | Punkty |
| ------- | --------------- | ----------------- | ------ |
| 1.      | Pieter de Bruyn | Południowa Afryka | 13     |
| 2.      | Heinz Ollesch   | Niemcy            | 13     |
| 3.      | Glenn Ross      | Irlandia Północna | 9      |
| 4.      | Terry Brennan   | Stany Zjednoczone | 5      |

Grupa 4
| Miejsce | Zawodnik       | Kraj     | Punkty |
| ------- | -------------- | -------- | ------ |
| 1.      | Wout Zijlstra  | Holandia | 14     |
| 2.      | Derek Boyer    | Fidżi    | 12     |
| 3.      | Kurt Kvikkstad | Norwegia | 7      |
| 3.      | Frazer Tranter | Anglia   | 7      |

Grupa 5
| Miejsce | Zawodnik          | Kraj              | Punkty            |
| ------- | ----------------- | ----------------- | ----------------- |
| 1.      | Gerrit Badenhorst | Południowa Afryka | 14 (kontuzjowany) |
| 2.      | Lee Bowers        | Anglia            | 10,5              |
| 3.      | Ralf Ber          | Austria           | 10,5              |
| 4.      | Gustavo Pujadas   | Hiszpania         | 5                 |

Grupa 6
| Miejsce | Zawodnik          | Kraj              | Punkty |
| ------- | ----------------- | ----------------- | ------ |
| 1.      | Magnus Samuelsson | Szwecja           | 15     |
| 2.      | Jamie Barr        | Szkocja           | 10,5   |
| 3.      | Wayne Price       | Południowa Afryka | 10     |
| 4.      | Michael Abdullah  | Japonia*          | 4,5    |

- Michael Abdullah pochodzi z Libanu, ale na Mistrzostwach Świata Strongman reprezentuje Japonię.

Grupa 7
| Miejsce | Zawodnik          | Kraj              | Punkty |
| ------- | ----------------- | ----------------- | ------ |
| 1.      | Berend Veneberg   | Holandia          | 13     |
| 2.      | László Fekete     | Węgry             | 11     |
| 3.      | Žydrūnas Savickas | Litwa             | 9      |
| 4.      | Ken Brown         | Stany Zjednoczone | 7      |

Grupa 8
| Miejsce | Zawodnik          | Kraj              | Punkty |
| ------- | ----------------- | ----------------- | ------ |
| 1.      | Torfi Ólafsson    | Islandia          | 13     |
| 2.      | Janne Virtanen    | Finlandia         | 13     |
| 3.      | Phil Pfister      | Stany Zjednoczone | 10     |
| 4.      | Aleksandr Matuyev | Rosja             | 0      |

Grupa 9
| Miejsce | Zawodnik              | Kraj              | Punkty |
| ------- | --------------------- | ----------------- | ------ |
| 1.      | Mark Philippi         | Stany Zjednoczone | 16     |
| 2.      | Jewgienij Popow       | Bułgaria          | 11     |
| 3.      | Bill Lyndon           | Australia         | 9      |
| 4.      | Vladimir Tourtchinski | Rosja             | 4      |

Grupa 10
| Miejsce | Zawodnik      | Kraj      | Punkty |
| ------- | ------------- | --------- | ------ |
| 1.      | Jouko Ahola   | Finlandia | 15     |
| 2.      | Hugo Girard   | Kanada    | 12     |
| 3.      | Stuart Murray | Szkocja   | 7      |
| 4.      | Gunnar Thor   | Islandia  | 6      |

## Finał
FINAŁ – WYNIKI SZCZEGÓŁOWE
Data: 1998 r.

Miejsce: Tanger  Maroko
| Miejsce | Zawodnik          | Kraj              | Punkty            |
| ------- | ----------------- | ----------------- | ----------------- |
| 1.      | Magnus Samuelsson | Szwecja           | 73                |
| 2.      | Jouko Ahola       | Finlandia         | 67                |
| 3.      | Wout Zijlstra     | Holandia          | 62                |
| 4.      | Phil Pfister      | Stany Zjednoczone | 51                |
| 5.      | Pieter de Bruyn   | Południowa Afryka | 46                |
| 6.      | Riku Kiri         | Finlandia         | 26 (kontuzjowany) |
| 7.      | Torfi Ólafsson    | Islandia          | 19 (kontuzjowany) |
| 8.      | Mark Philippi     | Stany Zjednoczone | 18 (kontuzjowany) |
| 9.      | Berend Veneberg   | Holandia          | 9 (kontuzjowany)  |
| 10.     | Hugo Girard       | Kanada            | 5 (kontuzjowany)  |